# Batalion czołgów (film)
Batalion czołgów lub Czołgowy batalion (cz. Tankový prapor) – czechosłowacki film komediowy z 1991 roku w reżyserii Víta Olmera. Był pierwszym od 1945 r. czechosłowackim filmem nakręconym bez udziału pieniędzy z budżetu państwa.

## Fabuła
Ekranizacja powieści Josefa Škvoreckiego pod tym samym tytułem, opisująca dwuipółletnią służbę wojskową Danny'ego Smiricky'ego. Jest to satyra na armię w czasach stalinizmu.

## Obsada
- Lukáš Vaculík – sierż. Daniel "Danny" Smiřický
- Simona Chytrová – Janinka Pinkasová
- Roman Skamene – mjr Borovička, dowódca batalionu
- Ivana Velichová – Lizetka Neumanová
- Vítězslav Jandák – kpt. Matka
- Miroslav Donutil – por. Růžička
- Martin Zounar – por. Prouza
- Jiří Kodeš – por. Pinkas
- Martin Hron – por. Hospodin
- Milan Šimáček – sierż. Soudek
- Stanislav Aubrecht – sierż. Maňas
- Martina Adamcová – plut. Babinčáková
- Václav Vydra – st. szer. Mlejnek
- Michal Suchánek – szer. Mengele
- Miroslav Táborský – kpr. Plíhal
- Bohdan Tůma – szer. Bamza